# Parco naturale delle Fragas do Eume
Il Parco naturale delle Fragas do Eume è un parco naturale che si trova in Galizia nella Spagna nordoccidentale.
L'area protetta è il più importante esempio di conservazione della vegetazione boschiva autoctona della fascia litoranea della Galizia e si estende per 9.126 ettari lungo la valle del fiume Eume all'interno della comarca di Ferrol. 
Il parco naturale ha la forma di un triangolo di cui As Pontes, Pontedeume e Monfero costituiscono i vertici e al suo interno risiedono meno di 500 persone.
Nel 1997 l'area è stata dichiarata parco naturale e anche l'Unione europea ha riconosciuto il parco come sito di interesse comunitario.

## Flora e fauna
Il parco rappresenta un esempio di foresta pluviale temperata in cui la quercia (soprattutto la Quercus robur ma anche la Quercus pyrenaica) costituisce la vegetazione dominante. Oltre alla querce, sono molto presenti la betulla, il nocciolo e il castagno che convivono con felci giganti che risalgono al Terziario.
All'interno del parco sono state catalogate 15 specie di anfibi, 14 specie di rettili, 8 specie di pesci, 103 specie di uccelli e 41 specie di mammiferi che ne fanno una delle aree di maggior valore faunistico della Spagna. Tra le specie caratteristiche della zona spiccano la salamandra dalla coda lunga, il gatto selvatico, la rana iberica e la lumaca di Kerry.